# Hamarglovene
Die Hamarglovene (norwegisch für Hammerrisse) sind ein Gebiet aus Gletscherspalten im ostantarktischen Königin-Maud-Land. Im Mühlig-Hofmann-Gebirge befinden sie sich östlich des Bergs Hamarøya im unteren Abschnitt des Vestre Skorvebreen.
Norwegische Kartographen nahmen die Benennung vor und kartierten sie anhand von Vermessungen und Luftaufnahmen der Dritten Norwegischen Antarktisexpedition (1956–1960).